# 苏塞 (马耶讷省)
苏塞（法語：Soucé，法語發音：[suse]）是法国马耶讷省的一个市镇，位于该省北部，和奥恩省接壤，属于马耶讷区。

## 地理
苏塞（48°28'28"N, 0°39'52"W）面积6.67 平方千米，位于法国卢瓦尔河地区大区马耶讷省，该省份为法国西北部内陆省份，北起芒什省和奧恩省，西接伊勒-维莱讷省，南至曼恩-卢瓦尔省，东临萨尔特省。
与苏塞接壤的市镇（或旧市镇、城区）包括：圣弗兰博、库埃姆-沃塞、索塞。

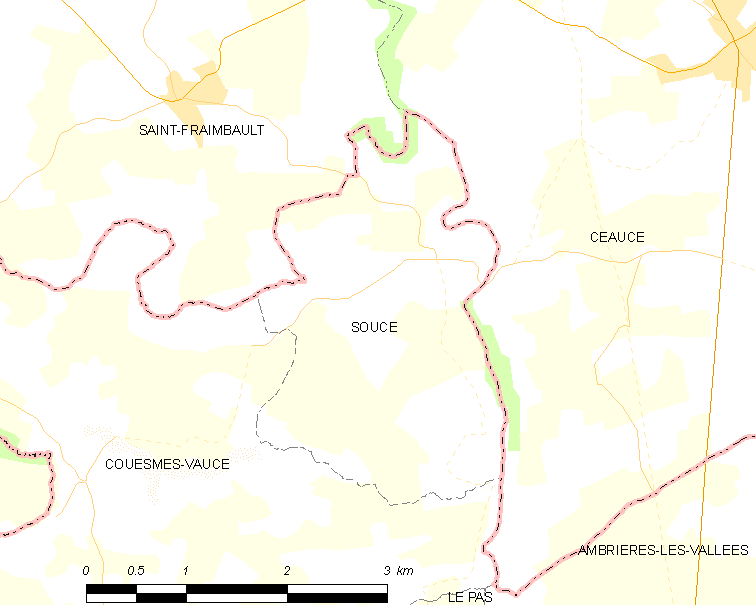
的OSM定位图

苏塞的时区为UTC+01:00、UTC+02:00（夏令时）。

## 行政
苏塞的邮政编码为53300，INSEE市镇编码为53261。

## 政治
苏塞所属的省级选区为戈龙县。

## 人口

1962-2008年间人口变化图示

苏塞于2022年1月1日时的人口数量为149人。